# William Stewart Loggie
William Stewart Loggie (1850-1944) est un homme d'affaires et un homme politique canadien du Nouveau-Brunswick.

## Biographie
William Stewart Loggie naît le 10 août 1850 à Burnt Church, au Nouveau-Brunswick. Sa carrière politique commence dans la ville de Chatham où il devient conseiller municipal de 1896 à 1900, puis maire de 1900 à 1901. Il est ensuite élu à l'Assemblée législative du Nouveau-Brunswick du 28 février 1903 au 1er septembre 1904 en tant que député libéral du Comté de Northumberland. 
Il se lance après en politique fédérale et est élu député de la circonscription de Northumberland le 3 novembre 1904 face à James Robinson sous la bannière libérale. Il est ensuite réélu en 1908, 1911 et 1917, cette dernière pour le compte du parti unioniste.
William Stewart Loggie meurt le 13 ou 14 mars 1944. 